# Flèche du Brabant flamand
La Flèche du Brabant flamand (Vlaams-Brabantse Pijl) est une course cycliste belge qui se déroule à Korbeek-Lo, dans la province du Brabant flamand. Elle est réservée aux coureurs de catégorie junior (moins de 19 ans). 
De 2005 à 2007, cette épreuve fait partie du calendrier international de l'UCI. Elle figure désormais au programme de la Coupe de Belgique juniors. 